# Полібол
Полібол (грец. πολύς - багато, і грец. βάλλω - кидати, метати) — скорострільна баліста, винайдена Діонісієм у Александрії.
У цій метальної машини в порівнянні з балістою присутні дві оригінальних деталі: механізм для подачі стріл, приблизно такий же, як в арбалеті чо-ко-ну, і зубчасте колесо, що зводить тятиву (нерідко його винахід помилково приписують Леонардо да Вінчі).

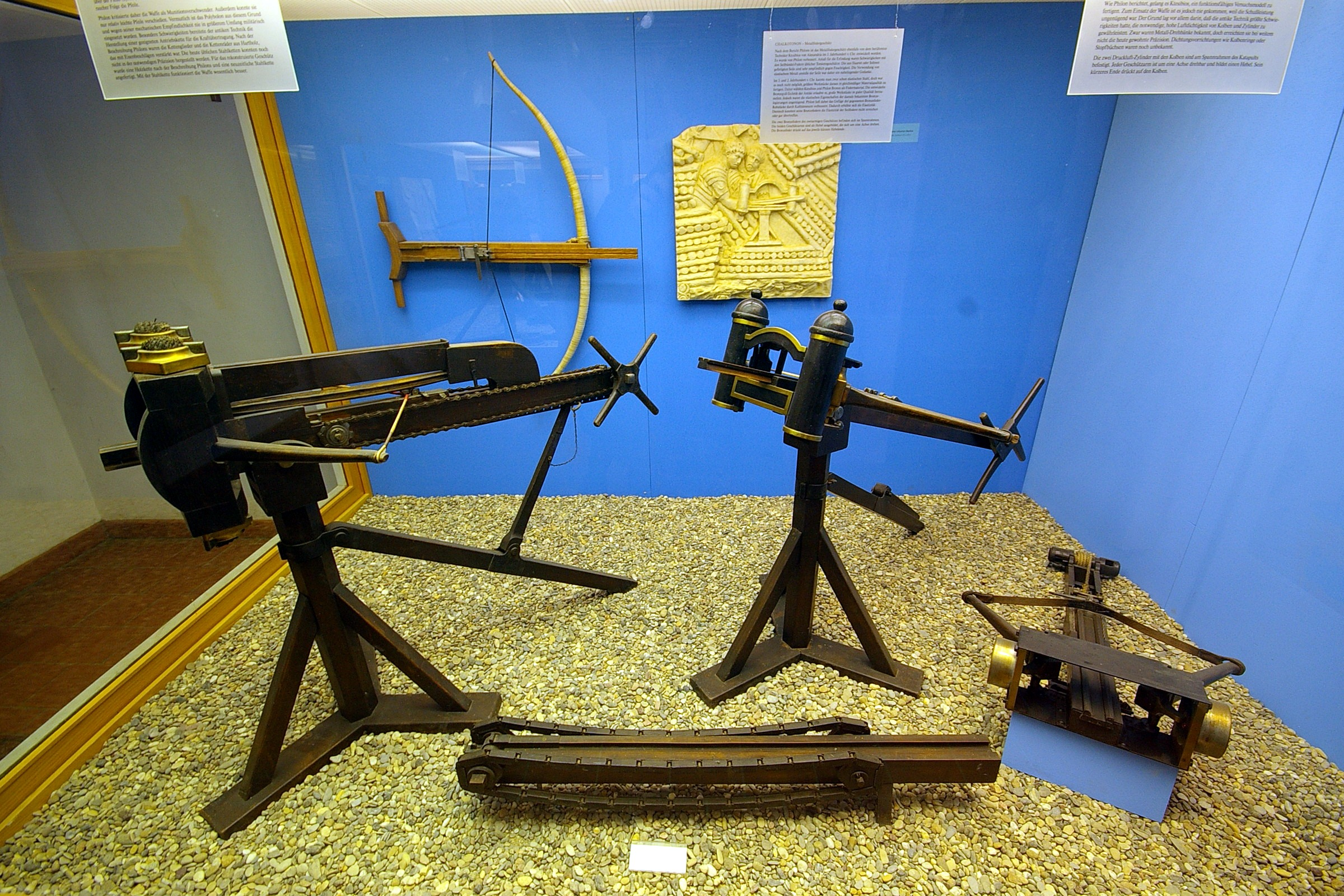
Стародавня механічна артилерія у Зальцбурзі, Німеччина; ліворуч: поліболи реконструйовані німецьким інженером Ервіном Шраммом (1856–1935)

Машина мала порівняно невелику потужність і була складна в технічному виконанні, тому не отримала широкого розповсюдження.